# Élections législatives de 1962 dans l'Eure
Les élections législatives françaises de 1962 se déroulent les 18 et 25 novembre 1962. Dans le département de l'Eure, quatre députés sont à élire dans le cadre de quatre circonscriptions.

## Élus
| Circonscription | Député sortant  | Parti | Parti   | Député élu ou réélu | Parti | Parti   |
| --------------- | --------------- | ----- | ------- | ------------------- | ----- | ------- |
| 1re             | Jean de Broglie |       | CNIP    | Jean de Broglie     |       | RI      |
| 2e              | Jean Lainé      |       | CNIP    | Jean Lainé          |       | RI      |
| 3e              | Rémy Montagne   |       | Modérés | Rémy Montagne       |       | CD      |
| 4e              | René Tomasini   |       | UNR     | René Tomasini       |       | UNR-UDT |

## Résultats

### Résultats à l'échelle du département
| Parti          | Parti                                          | Premier tour | Premier tour | Second tour | Second tour | Sièges |
| Parti          | Parti                                          | Voix         | %            | Voix        | %           | Sièges |
| -------------- | ---------------------------------------------- | ------------ | ------------ | ----------- | ----------- | ------ |
|                | Union pour la nouvelle République (UDT)        | 37 226       | 26,29        | 17 308      | 26,71       | 1      |
|                | Républicains indépendants                      | 35 798       | 25,28        | 13 933      | 21,50       | 2      |
|                | Majorité présidentielle                        | 73 024       | 51,58        | 31 241      | 48,21       | 3      |
|                |                                                |              |              |             |             |        |
|                | Centre démocratique                            | 12 185       | 8,61         | 16 379      | 25,28       | 1      |
|                | Mouvement républicain populaire                | 2 428        | 1,71         |             |             | 0      |
|                | Centre démocratique                            | 14 613       | 10,32        | 16 379      | 25,28       | 1      |
|                |                                                |              |              |             |             |        |
|                | Parti communiste français                      | 24 244       | 17,12        | 17 177      | 26,51       | 0      |
|                | Parti socialiste unifié                        | 19 997       | 14,12        | Retrait     | Retrait     | 0      |
|                | Section française de l'Internationale ouvrière | 9 708        | 6,86         | Retrait     | Retrait     | 0      |
|                |                                                |              |              |             |             |        |
| Inscrits       | Inscrits                                       | 206 642      | 100,00       | 96 323      | 100,00      | 4      |
| Abstentions    | Abstentions                                    | 58 180       | 28,15        | 29 178      | 30,29       |        |
| Votants        | Votants                                        | 148 462      | 71,85        | 67 145      | 69,71       |        |
| Blancs et nuls | Blancs et nuls                                 | 6 876        | 4,63         | 2 348       | 3,5         |        |
| Exprimés       | Exprimés                                       | 141 586      | 95,37        | 64 797      | 96,5        |        |

### Résultats par circonscription

#### Première circonscription (Évreux)
|                | Jean de Broglie sortant réélu | RI             | 22 147 | 51,98  |  |  |  |
|                | Pierre Mendès France          | PSU            | 12 606 | 29,59  |  |  |  |
|                | Rolland Plaisance             | PCF            | 7 851  | 18,43  |  |  |  |
|                |                               |                |        |        |  |  |  |
| Inscrits       | Inscrits                      | Inscrits       | 59 488 | 100,00 |  |  |  |
| Abstentions    | Abstentions                   | Abstentions    | 15 212 | 25,57  |  |  |  |
| Votants        | Votants                       | Votants        | 44 276 | 74,43  |  |  |  |
| Blancs et nuls | Blancs et nuls                | Blancs et nuls | 1 672  | 3,78   |  |  |  |
| Exprimés       | Exprimés                      | Exprimés       | 42 604 | 96,22  |  |  |  |

#### Deuxième circonscription (Bernay)
| Candidat       | Candidat                 | Parti          | Premier tour | Premier tour | Second tour | Second tour |  |
| Candidat       | Candidat                 | Parti          | Voix         | %            | Voix        | %           |  |
| -------------- | ------------------------ | -------------- | ------------ | ------------ | ----------- | ----------- |  |
|                | Jean Lainé sortant réélu | RI             | 13 651       | 47,19        | 13 933      | 46,25       |  |
|                | Pierre Desprez           | UNR-UDT        | 7 891        | 27,28        | 10 571      | 35,09       |  |
|                | André Leconnétable       | PCF            | 4 415        | 15,26        | 5 619       | 18,65       |  |
|                | Philippe Richer          | PSU            | 2 973        | 10,28        | Retrait     | Retrait     |  |
|                |                          |                |              |              |             |             |  |
| Inscrits       | Inscrits                 | Inscrits       | 47 705       | 100,00       | 47 697      | 100,00      |  |
| Abstentions    | Abstentions              | Abstentions    | 16 978       | 35,59        | 16 359      | 34,3        |  |
| Votants        | Votants                  | Votants        | 30 727       | 64,41        | 31 338      | 65,7        |  |
| Blancs et nuls | Blancs et nuls           | Blancs et nuls | 1 797        | 5,85         | 1 215       | 3,88        |  |
| Exprimés       | Exprimés                 | Exprimés       | 28 930       | 94,15        | 30 123      | 96,12       |  |

#### Troisième circonscription (Louviers)
| Candidat       | Candidat                    | Parti          | Premier tour | Premier tour | Second tour | Second tour |  |
| Candidat       | Candidat                    | Parti          | Voix         | %            | Voix        | %           |  |
| -------------- | --------------------------- | -------------- | ------------ | ------------ | ----------- | ----------- |  |
|                | Rémy Montagne sortant réélu | CD             | 12 185       | 38,05        | 16 379      | 47,24       |  |
|                | Jean-Luc Javal              | UNR-UDT        | 7 342        | 22,93        | 6 737       | 19,43       |  |
|                | Jean Champion               | PCF            | 5 790        | 18,08        | 11 558      | 33,33       |  |
|                | Jean Binot                  | PSU            | 4 418        | 13,8         | Retrait     | Retrait     |  |
|                | Georges Beuvain             | SFIO           | 2 285        | 7,14         | Retrait     | Retrait     |  |
|                |                             |                |              |              |             |             |  |
| Inscrits       | Inscrits                    | Inscrits       | 48 631       | 100,00       | 48 626      | 100,00      |  |
| Abstentions    | Abstentions                 | Abstentions    | 14 298       | 29,4         | 12 819      | 26,36       |  |
| Votants        | Votants                     | Votants        | 34 333       | 70,6         | 35 807      | 73,64       |  |
| Blancs et nuls | Blancs et nuls              | Blancs et nuls | 2 313        | 6,74         | 1 133       | 3,16        |  |
| Exprimés       | Exprimés                    | Exprimés       | 32 020       | 93,26        | 34 674      | 96,84       |  |

#### Quatrième circonscription (Les Andelys)
|                | René Tomasini sortant réélu | UNR-UDT        | 21 993 | 57,83  |  |  |  |
|                | Georges Azémia              | SFIO           | 7 423  | 19,52  |  |  |  |
|                | Raoul Clouet                | PCF            | 6 188  | 16,27  |  |  |  |
|                | René Maréchal               | MRP            | 2 428  | 6,38   |  |  |  |
|                |                             |                |        |        |  |  |  |
| Inscrits       | Inscrits                    | Inscrits       | 50 818 | 100,00 |  |  |  |
| Abstentions    | Abstentions                 | Abstentions    | 11 692 | 23,01  |  |  |  |
| Votants        | Votants                     | Votants        | 39 126 | 76,99  |  |  |  |
| Blancs et nuls | Blancs et nuls              | Blancs et nuls | 1 094  | 2,8    |  |  |  |
| Exprimés       | Exprimés                    | Exprimés       | 38 032 | 97,2   |  |  |  |